# Sittiparus semilarvatus
El carbonero frentiblanco (Sittiparus semilarvatus) es una especie de ave paseriforme de la familia Paridae endémica de Filipinas.

## Descripción
El carbonero frentinegro es un pájaro rechoncho de unos 13 cm de longitud, y cola relativamente larga. Su plumaje es principalmente negruzco, y se caracteriza por presentar una mancha blanca que ocupa la frente y el lorum.

## Taxonomía
El carbonero frentiblanco fue descrito científicamente por el ornitólogo italiano Tommaso Salvadori en 1865 con el nombre binomial de Melaniparus semilarvatus. Posteriormente la especie fue trasladada al género Parus. En 2014 se restauró el género Sittiparus, entre otros, en los que se redistribuyó a gran parte de las especies de la familia como resultado de un estudio filogenético. El género Sittiparus fue originalmente descrito por el naturalista belga Edmond de Sélys Longchamps en 1884, con el carbonero variado como especie tipo.
Se reconocen tres subespecies:
- S. s. snowi (Parkes, 1971) – ocupa el noreste de Luzón;
- S. s. semilarvatus (Salvadori, 1865) – se encuentra en el centro y sur de Luzón;
- S. s. nehrkorni (Blasius, W, 1890) – se extiende por Mindanao